# Српски манастир Светих архангела у Јерусалиму
Манастир Светих архангела Михаила и Гаврила је око 1312/13. године основао и подигао краљ Милутин. Налази се унутар зидина Старог града у Јерусалиму (Света земља), непосредно у близини цркве Светог Гроба (црква Васкрсења Христовог) и Грчке патријаршије.

## Историја манастира
На темељима рушевина старог византијског манастира који је ту био од 4. до 9. века, краљ Милутин је у част византијске победе над Персијанцима подигао овај манастир за потребе српских калуђера у Јерусалиму. Подизање овог манастира уско је везано за један историјски догађај о којем се данас врло мало зна. Подигнут је после бриљантне победе српске војске у Малој Азији. О том догађају писао је Милутинов летописац, архиепископ Данило. Он у свом летопису пише да је краљ Милутин своме тасту, византијском краљу Андронику II, у помоћ против Персијанаца послао елитне ратнике под вођством војводе Новака Гребостеке који су до ногу потукли Персијанце. Архиепископ Данило је записао: „Срби су њихова тела секли као трску“. После ове победе, краљ Милутин је подигао цркву Светих архангела, а после је саградио конаке, малу болницу и једну гостионицу за све српске и словенске калуђере и поклонике у Светој земљи. Како стоји у Повељи цара Душана из 1350. године, Стефан Дечански, „свети краљ Урош Стефан”, храм је украсио, утврдио и даривао.
Цар Душан је 1348. године одредио помоћ овом манастиру: Дубровник је издвајао 500 перпера годишње на име царине за продају соли Србији, манастир Светог Спаса на Бојани 100 перпера, а манастир Светог Николе на Врањини, острву на Скадарском језеру, дао је јерусалимском манастиру као метох и он је био дужан да за његове потребе издваја пола својег годишњег прихода.
За време цара Уроша овај манастир примао је 100 перпера годишње од Стона. Ту су почели да се окупљају и руски калуђери, који нису имали свој манастир у Палестини.
Око 1400. године руски архимандрит Гретеније наводи да манастир стоји на месту где је Бог уништио асирску армију од 108 хиљада војника. Руски ђакон Зосим пише 1419—1421. године да манастир припада српском братству и да се игуман зове Пајсије. Једно време овај манастир био је метох манастира Светог Саве Освећеног, што султан потврђује ферманом из 1537. године поводом винограда, као и султан Мухамед III 1601. Василије Посњаков је 1558—61. нашао у манастиру српске монахе из манастира Светог Саве Освећеног и поменуо да су двојица монаха ишли у Русију код цара како би измолили новац за обнову манастира, а затим у Цариград да би добили дозволу. Почетком 17. века Јан Кутвик процењује да се у манастиру налази више од 100 монаха. Србима је тада понестало новца, па су продали манастир грчком патријарху Теофану 1623. године.
Манастиром Светих архангела Михаила и Гаврила српски монаси управљали су око 300 година. После пропасти средњовековне српске државе, српски манастир у Јерусалиму помагали су руски владари и бољари. Из хрисовуље Маре Бранковић, супруге султана Мурата II и кћерке Ђурђа Бранковића, види се да је овај манастир у другој половини 15. века једно време био опустео, вероватно од колере. За време јерусалимског патријарха Теофана, у 17. веку, архангелски манастир потпао је под грчку власт.
Српска духовна мисија се 1848. године усељавала у манастир. Наилазили су Срби у њему на старе српске књиге, у којима је било такође старих српских записа. На конференцији мира у Паризу 1920. године покренуто је питање од стране српских делегата, о нашој управи над српским светињама у Палестини.

## Казивања о манастиру
Казивања архимандрита Порфирија Успенског, шефа руске мисије у Јерусалиму средином 19. века, који је боравио у манастиру Светих архангела и тврдио да су Арханђели „најлепши манастир Светог града”, да у њему има много икона, 40 ћелија и да је манастир могао да прихвати око 200 поклоника. У манастиру су се налазила трпезарија, болница, ризница и
„дивна библиотека” са грчким, латинским и словенским рукописима и штампаним књигама. Данас се неке од српско-словенских рукописних књига налазе се у библиотекама Кијевске духовне академије, Москве, Санкт Петербурга, Ватикана, православног манастира Свете Катарине и Православне грчке патријаршије у Јерусалиму, где је недавно пронађен илуминирани рукописни „Поклоник” „смерног Гаврила Тадића” из 1662. године.
Манастир је славио као своју славу празник Светог арханђела а то је и слава Немањића. Био сав од тесаног камена, као и под. Било је ту поред цркве, много зграда и ћелија калуђерских, доста воде и велики оградни зид. У храму су у 19. веку била три часна престола: средњи - посвећен Светом арханђелу, десни - Светом Јовану Златоустом и леви - Светом Николи.
Многи црквени великодостојници, патријарси, монаси, побожни грађани ишли су да ходочашће у Јерусалим и манастир Архангела Михаила и Гаврила. Међу њима су поред Немањића и других српских владара били и патријарх Арсеније III Црнојевић (1683) који је манастиру подарио јеванђеље на старословенском језику, београдски митрополит Михаило (1883), патријарх Герман (1959), патријарх Павле (1994). Манастир и данас походе многи српски црвени великодостојници, монаси и побожни грађани.
Антонио Вучетић наводи податак да је манастир замро због куге.

## Манастир данас
Манастир Светих архангела Михаила и Гаврила се и данас налази у Јерусалиму, унутар зидина Старог града Јерусалима, у хришћанском делу и у очуваном је стању. Налази се у Улици Св. Фрање бр. 9 (Saint Francis Street No.9), у непосредној близини Цркве Светог Гроба (Црква Васкрсења Христовог) и Грчке патријаршије, у хришћанском делу Старог града. У библиотеци Јерусалимске патријаршије, која је скоро обновљена, може се наћи богата ризница српско-словенских рукописних књига које потичу из манастира Св. Архангела Михаила и Гаврила.
Свети Синод Српске православне цркве је послао молбу Јерусалимској патријаршији да се манастир врати у окриље СПЦ.